# Kováts Éva (festőművész, 1943)
Kováts Éva (asszonynevén Rabkovács Tiborné, művésznevén Rab-Kováts Éva, Sellye, 1943. június 1. –) magyar festő, grafikus, művészetpedagógus.

## Élete
Gyermekkorát Sásdon töltötte, ott járt általános iskolába. Középiskolai tanulmányait Dombóváron a Gőgös Ignác Gimnáziumban (ma Illyés Gyula Gimnázium) végezte 1957–1961 között. Érettségi után édesapja korai halála miatt munkát kellett vállalnia, nem tanulhatott tovább, ezért Pécsre költözött, mert ott nyílt alkalma arra, hogy rajzot és festészetet tanuljon. Első munkahelyén, a Pécsi Vasas KTSZ-ben irodai munkát végzett. 1962-ben mestere, Lantos Ferenc ajánlásával felvették a Zsolnay Porcelángyárba betanított porcelánfestőnek. Itt dolgozott 1969-ig, ez idő alatt elvégezte levelező tagozaton a Pécsi Tanárképző Főiskola rajz-földrajz szakát. Tanárai Horváth Olivér, Kelle Sándor, Cseh László, Lehőcz Mária voltak.
Pécsett 1961–1969 között két mestere, az absztrakt konstruktivista Lantos Ferenc és Martyn Ferenc tanításával, útmutatásával végezte képzőművészeti tanulmányait. Lantos szabadiskolájának tagjaként együtt tanult Bachmann Zoltánnal, Bocz Gyulával, Czakó Gáborral, Dombay Győzővel, Ficzek Ferenccel, Kismányoki Károllyal, Kecskeméti Kálmánnal, Major Kamill-lal, Pinczehelyi Sándorral, Szíjártó Kálmánnal a Gyárvárosi Művelődési Házban, majd a Zsolnay Kulturház műtermében, a Doktor Sándor Művelődési Házban, legutóbb a Pécsi Nevelők Házában. A Fiatal Pécsi Képzőművészek kiállítását két alkalommal is Martyn Ferenc nyitotta meg.

## Munkássága
1969-ben, diplomája megszerzése után Budapestre költözve először a Nagytétényi Általános Iskola rajztanára lett. 1972-ben férjhez ment Rabkovács Tiborhoz. Két gyermekük született, Gergely és Eszter. 1972-től az Országos Reuma és Fizioterápiás Intézet Rehabilitációs Osztályán rajztanár, később a Munkaterápia vezetője lett. Több tehetséges fiatal mozgássérült gondozott sorsát kísérve igyekezett segítségükre lenni tehetségük kibontakoztatásában. Közülük kiemelkedett az izomsorvadásban szenvedő Tassy Jolán (1942–2008), akinek harminc évig írt naplójából, rajzaiból könyvet szerkesztett és közadakozásból megjelentetett a szerző halála után 2018-ban, aminek terjesztésével az SMA-ban szenvedő kisgyerekeket kívánták támogatni. 1981-től ismét rajzot tanított az Zipernowsky Általános Iskolában, a Kelta utcai Általános Iskolában, majd az Aquincum Általános Iskola rajztanáraként ment nyugdíjba 1998-ban, ahol ezután még három évig rajz szakkört vezetett.
Budapestre kerülve nem tartozik semmilyen festőcsoporthoz. Munkásságában állandó téma a táj, különösen a vizek világa. A természet mellett a szépirodalom (pl. Bertha Bulcsu, Kiss Dénes, Nagy László, Radnóti Miklós, Takáts Gyula, Utassy József, Weöres Sándor) és a zene (pl. Bach, Bartók Béla, Beethoven, Brahms, Csajkovszkij, Liszt Ferenc, Mendelssohn, Mozart) és a Biblia jelenti számára a fő inspirációs forrást. Rajzait közölte többek között a Jelenkor (1963), a Dunántúli Napló (1964), az Élet és Irodalom (1970, 1983), a Népszava (1986, 1987, 1989), a Somogy (1983), a Magyar Fórum (1991), a Római parti Hírek, a Képes Újság (1990), TKTE Hírlevelek, Művészet és Barátai (2014) és az Óbudai Anzix (2019). 1985-ben Budapesten nyílt meg első önálló kiállítása Martyn Ferenc bíztatására, akivel Budapestre költözése után is megmaradt kapcsolata levelezés és pécsi találkozások formájában. A festő atyai barátsága, támogatása sokat jelentett Rab-Kováts Éva művészetének kiteljesedésében. Az 1990-es években több könyvillusztrációs megbízást kapott: Utassy József Hóemberség című verseskötetét, majd Nagy Lajos Három boltoskisasszony című regényét.
Szerepet vállalt titkárként, grafikusként és magyarországi összekötőként a fiatal zenei tehetségek felkarolását, pályájának elindulását segítő és Nemzetközi Zongoraversenyeket szervező Bécsben működő Bartók Béla Nemzetközi Zenei Egyesületben Ott Éva zongoraművész elnök mellett (2006–2023). A Természet- és Környezetvédő Tanárok Országos Egyesületének művészeti vezetőjeként kiállításokat, előadásokat tartott, szervezett dr. Gulyás Pálné alelnök mellett (1997–2016), a természet szeretetére nevelte a gyerekeket. Az Egyesület fennállásának 25. éves jubileumára, 2016-ban kiadott emlékkönyvben megjelentek illusztrációi Madách Imre Az ember tragédiájához, Bartók Béla A Kékszakállú herceg várához és Radnóti Miklós verseihez. Részt vesz az évente megrendezett Óbudai Tavaszi Tárlaton, a Magyar Rajztanárok Országos Egyesületének tárlatain és a Női vonal című, a Festészet Napján tartott éves tárlaton. Évtizedek óta aktívan közreműködik az óbudai képzőművészeti életben kiállításokkal, tanítással.

## Kiállításai (válogatás)
Egyéni
- 1985 Budapest, Óbudai Várkonyi György Úttörő és Ifjúsági Ház, megnyitotta: Szepes Hédi[6]
- 1986 Budakeszi Művelődési Ház, megnyitotta: Kondor Katalin
- 1986 Szigetvár, Vár Dzsámi, megnyitotta: Kiss Dénes
- 1986 Bemutatkozás a szülőföldön, Pécs, Fegyveres Erők Klubja (Magyar Néphadsereg Helyőrségi Művelődési Otthon), megnyitotta: Bükkösdi László
- 1992 Budapest, Gellért Szálló, megnyitotta: Huzsváry Erzsébet
- 1992 Barga, Scuola Giardino (Toszkána, Olaszország)[7]
- 2001 A fényt keresem – A Kárpát-medence természeti kincsei, Budapest, Magyar Természettudományi Múzeum[8]
- 2002 Budapest, Magyar Tudományos Akadémia, megnyitotta: Vidor Gábor
- 2002 Csorvás
- 2005 Pécsvárad, megnyitotta: Molnár Valéria
- 2007 Visszatekintés negyven évre, Budapest, San Marco Galéria, megnyitotta: Molnár Valéria
- 2012 Képek a ritmus bűvöletében, Budapest, Óbudai Kiskorona utcai Idősek Klubja, megnyitotta: Sipos Endre
- 2019 A ritmus bűvöletében, Kiskunhalas, Csipkeház, megnyitotta: Kollarics Gábor[9]
- 2022 Pécsi mestereim, Martyn Ferenc és Lantos Ferenc emlékére, Pécs, megnyitotta: T. Molnár Valéria
- 2022 Bartók: A Kékszakállú herceg vára, Budapest, Rákoshegyi Bartók Zeneház, megnyitotta: Feledy Balázs

Csoportos
- 1963 Fiatal baranyai képzőművészek kiállítása, Pécs, Janus Pannonius Múzeum Néprajzi Osztály[10]
- 1964 Fiatal baranyai képzőművészek kiállítása, Pécs[11]
- 1965 Pécs-baranyai képzőművészek felszabadulási kiállítása, Pécs[12]
- 1967 Baranyai képzőművészek kiállítása, Pécs, Tudomány és Technika Háza[13]
- 1967 Képzőművészeti körök kiállítása, Szeged, Képtár[14]
- 1968 A Doktor Sándor Művelődési Ház képzőművészeti csoportjának kiállítása, Pécs[15]
- 1968 Baranyai képzőművészek kiállítása, Pécs[16]
- 1970 Pécsi iparművészeti stúdió, Pécs, Tudomány és Technika Háza[17]
- 1990 Sásd hírességei, Sásd, Honismeret szakkör[18]
- 2000 Gyergyószárhegyi művésztábor
- 2003 Tájak, emberek Európa szívében, a Kárpát-medencében, Felsőtelekes, Falusi Pihenő és Galéria[19]
- 2023 Óbudai Rajztanárok Kiállítása

## Alkotásai gyűjteményekben
Gyergyószárhegy, Lázár kastély

## Díjai, elismerései
- 1964 Baranya megyei Tanács és a Szakszervezetek Baranya megyei Tanácsa, művészeti ösztöndíj[20]
- 1990 Donna Europa-díj[21]
- 1995 Sásd díszpolgára
- 1999 Juhász-Nagy Pál emlékérem
- 2019 Berki Viola-ösztöndíj[22]

## Interjúk
- Száraz Ferencné: Csak a vázában hervadnak el a virágok: Találkozás Rab-Kováts Éva pedagógus festőművésszel, Pedagógusok Lapja 42. évf., 18. szám (1986. okt. 10.) 5.
- Megyeri Tiborné: „Ungherese pittrice” Rab-Kováts Éva olaszországi kiállításának margójára, Sásd és Vidéke, 1992. szeptember, 19.
- Szatmári László: Szellemi egység: A gyergyószárhegyi művésztábor, Hargita Népe 12. évf., 182. szám (2000. aug. 4.).
- Vincze: Térdig járva rajzokban, képekben, emlékekben: Színek és formák összhangja a természettel, zenével, irodalommal – negyvenéves pályafutás, Helyi Téma Óbuda, 2007, 12.
- Bodzay Zoltán: A szívükkel is látó emberek segítségével: Beszélgetés Rab-Kováts Évával, Óbudai Anziksz: Harmadik kerületi kulturális magazin 2019. nyár, 102-107.